# Matías Donnet
Matías Abel Donnet (Esperanza; 18 de abril de 1980) es un exfutbolista y entrenador argentino que se desempeñaba en la posición de mediocampista ofensivo o enganche.
Se formó futbolísticamente en las divisiones inferiores de Unión de Santa Fe, donde hizo su debut profesional en el año 1998. Tras un breve paso por el fútbol italiano, fue fichado por Boca Juniors de cara a la temporada 2002-03. Con los Xeneizes, obtendría los títulos más importantes de su carrera: la Copa Libertadores 2003 y la Copa Intercontinental 2003, siendo fundamental en esta última al convertir el gol del empate y su respectivo penal en la definición por penales.
Tras su paso por diferentes clubes, Donnet retornó a su ciudad natal en el año 2016 para sumarse al plantel de Juventud de Esperanza y competir en la Liga Esperancina de Fútbol, donde se retiraría definitivamente del fútbol en el año 2024.

## Trayectoria

### Como jugador

#### Inicios en Unión de Santa Fe y experiencia en Italia (1998-2002)
Comenzó su carrera en la Asociación Deportiva Juventud de Esperanza, incorporándose a los 15 años a las divisiones inferiores del Club Atlético Unión de Santa Fe. Bajo la dirección técnica de Mario Zanabria, el 14 de septiembre de 1998 hizo su debut en Primera División en la victoria 5-2 frente a Platense, correspondiente a la sexta fecha del Torneo Apertura, donde convirtió el cuarto gol del equipo santafesino.
Esta vez con Nery Pumpido como entrenador, jugaría con más regularidad como parte del plantel que finalizó en la octava posición del Torneo Clausura 2000. Tras disputar 57 encuentros y convertir 12 tantos, en septiembre de 2001 fue fichado a préstamo por el recién ascendido A. C. Venezia 1907 de la Serie A, con un coste de 200 mil dólares. Su paso por el fútbol italiano fue fugaz, sumando minutos en tan sólo dos partidos en una temporada en la que el Venezia finalizó al fondo de la tabla, firmando su descenso.

#### Boca Juniors (2002-2006)
Concluido su préstamo, fue transferido a Boca Juniors como parte de un intercambio en el cual Unión recibió el pase de Fernando Ortiz. Sus primeros partidos con la camiseta azul y oro fueron por los octavos de final de la Copa Sudamericana 2002, cayendo eliminado ante Gimnasia y Esgrima de La Plata.
Formando parte del histórico equipo de Carlos Bianchi, se consagró campeón de la Copa Libertadores 2003, la quinta conquista del club en ese momento. En dicha campaña, Donnet sumó 536 minutos de juego y convirtió su primer gol internacional para abrir el marcador frente a Cobreloa de Chile, por el partido de vuelta de los cuartos de final. En el segundo semestre obtuvo su primer título local, el Torneo Apertura 2003, siendo el autor de uno de los tantos en la consagración frente a Arsenal de Sarandí.
El 14 de diciembre de 2003, Boca Juniors se enfrentó al A. C. Milan, vigente campeón de Europa, por la Copa Intercontinental. El delantero danés Jon Dahl Tomasson puso en ventaja al conjunto rossonero a los 23' del primer tiempo. Apenas cuatro minutos después, Clemente Rodríguez avanzó por la banda izquierda y cedió la posesión a Guillermo Barros Schelotto, quien envió un centro al área rival. Pedro Iarley alcanzó a desviar el balón, descolocando al arquero Dida que atajó el remate pero dejando un rebote que sería aprovechado por Matías Donnet, quien definió de zurda para poner el marcador 1-1 y forzar una definición por penales. Desde los doce pasos, Boca Juniors vencería por 3-1 para proclamarse campeón del mundo por tercera vez en su historia, en una tanda en la que Roberto Abbondanzieri atajó dos penales y Donnet anotó su penal correspondiente. Por su destacada actuación, el enganche recibió el premio al mejor jugador del partido.

Uno va leyendo el juego y tiene que estar a la espera de que puede haber alguna falla. Hay que estar ahí. Quise meter una diagonal pero Iarley tocó la pelota, Dida la manoteó y a pesar de estar más alejado tuve la posibilidad de incorporarme rápido a la jugada. Pancaro se terminó cayendo y me dio ventaja a mí, que me había pasado un poco pero estaba más cerca de la pelota. Si Dida o Iarley no la tocaban, la jugada quizás terminaba en otra cosa.
Matías Donnet, sobre su gol al Milan.

Su último título en el Xeneize fue la Copa Sudamericana 2004. A partir del año 2005, afrontando una serie de lesiones, Donnet fue perdiendo su lugar en el equipo bajo la dirección técnica de Jorge Benítez. Tampoco fue tenido en cuenta por su sucesor, Alfio Basile, quedando fuera de la lista de convocados en la mayoría de los partidos. Tras estar prácticamente un año sin jugar y mostrar su descontento con su situación en varias ocasiones, abandonó la institución a mediados de 2006. Así cerraría el ciclo más exitoso de su carrera, donde jugó 88 partidos con un saldo de 12 goles.

#### D. C. United (2006)
Tras afrontar un traspaso fallido al Flamengo de Brasil, y a pesar de contar con ofertas para continuar su carrera en el fútbol argentino, Donnet finalmente emigraría al fútbol de los Estados Unidos, más precisamente al D. C. United. El 4 de septiembre, sumó sus primeros minutos en la victoria 2-1 frente a las Chivas USA. Tres semanas más tarde, marcaría su primer y único gol en el clásico ante New York Red Bulls.
El D. C. United finalizó la temporada regular como el equipo con más puntos, adjudicándose la Supporters' Shield. Sin embargo, el conjunto capitalino caería eliminado ante New England Revolution por la final de la Conferencia Este, quedándose a las puertas de la definición del campeonato.

#### Belgrano y Newell's Old Boys (2007-2009)
A inicios del año 2007, retornó a su país para incorporarse al Club Atlético Belgrano de Córdoba para disputar el Torneo Clausura de Primera División, en el cual fue titular en 14 partidos y anotó dos goles. El conjunto cordobés perdió la categoría al ocupar el anteúltimo puesto de la tabla de promedios al final de la temporada, culminando su estadía en el Pirata cordobés tras apenas 6 meses.
Para el siguiente campeonato, fue fichado por Newell's Old Boys de Rosario. Tras sumar un buen número de minutos en el Torneo Apertura 2007, en abril del año siguiente Donnet sufriría la rotura del ligamento cruzado anterior de su rodilla derecha. Esta lesión lo dejaría fuera de las canchas por diez meses, volviendo a sumar minutos el 7 de marzo de 2009 en la derrota 1-2 ante Lanús.

#### Regreso a Unión de Santa Fe y pasos en el exterior (2009-2015)

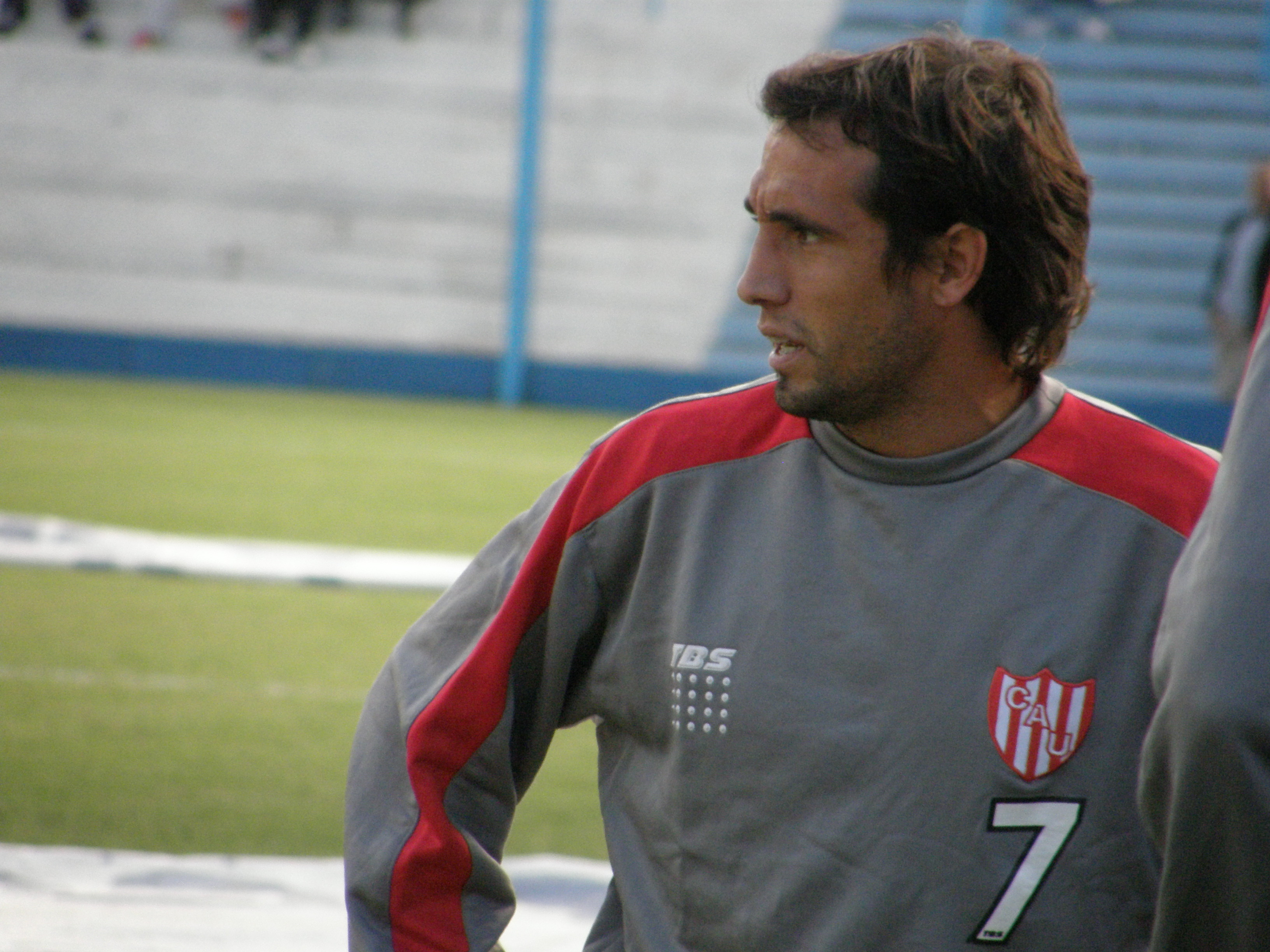
Donnet en Unión de Santa Fe durante la temporada 2009-10.

Al finalizar su contrato con la entidad rosarina, volvió luego de ocho años a Unión de Santa Fe, que en ese entonces militaba en la Primera B Nacional. Transcurridas las primeras fechas, una fractura en las costillas le demandó un mes de inactividad. Tras su recuperación, Donnet formaría parte del equipo titular durante el resto del campeonato. A pesar de encontrarse en puestos de ascenso a mitad de temporada, el Tatengue finalizó en la 9.ª posición con una racha de 17 partidos sin ganar en condición de visitante.
A principios de 2011, después de seis meses sin contrato, se convirtió en refuerzo del Club Olimpia de Paraguay a pedido de Nery Pumpido, técnico que lo dirigió en sus inicios. Jugó con regularidad en el primer semestre, marcando un doblete en la goleada 4-1 frente a Sportivo Luqueño por la decimosexta fecha del Torneo Apertura, pero posteriormente quedaría relegado del equipo durante la segunda parte del año. Antes de marcharse del fútbol guaraní, Donnet formó parte del plantel campeón del Torneo Clausura, donde el Decano cortó una sequía de 11 años sin títulos nacionales.
Nuevamente con el pase en su poder, en el año 2012 inició su tercer ciclo en Unión de Santa Fe, esta vez recién ascendido a la Primera División del fútbol argentino. Tras asegurar la permanencia en la primera temporada desde su ascenso, las campañas paupérrimas en el Torneo Inicial 2012 (último con apenas 7 puntos en 19 partidos) y el Torneo Final 2013 (otra vez último, con 16 puntos) condenarían al Tatengue a un nuevo descenso a la Primera B Nacional. Donnet puso punto final a su última experiencia en Unión tras consumarse la pérdida de la categoría.
En octubre de 2014, fue presentado como refuerzo del Antigua Guatemala Fútbol Club. El equipo pudo reponerse a un mal inicio de temporada y logró clasificarse a la fase de play-offs del Torneo Apertura, cayendo eliminado en la primera ronda. Con Donnet ya afianzado en la formación titular, el Antigua GFC finalizó el Torneo Clausura 2015 en la 4.ª posición, avanzando a la etapa final. En esta ocasión alcanzó la instancia de semifinales donde quedó afuera ante Comunicaciones.

#### Juventud de Esperanza y retiro (2016-2024)
En 2016, se incorporó al plantel de la Asociación Deportiva Juventud, regresando al club que lo vio nacer futbolísticamente. En la temporada 2017, con un gol de Donnet en la llave final ante Unión de Esperanza, Juventud se consagró campeón de la Liga Esperancina de Fútbol, sumando su 14.ª estrella y primer título liguista en 28 años. Posteriormente se tomó una pausa de un año, volviendo a la actividad para la temporada 2019 de la LEF.
Tras su paso como entrenador en las inferiores de Boca Juniors, se reincorporó al club rojinegro de cara al Torneo Apertura de 2024. La Juve finalizaría su participación tras caer 2-1 ante Central San Carlos por las semifinales. Concluido el certamen, Juventud anuncia por sus redes sociales que Donnet se retira definitivamente del fútbol a la edad de 44 años.

### Como entrenador
En diciembre de 2019, al igual que otros exfutbolistas del club, Donnet fue anunciado como director técnico de las divisiones formativas de Boca Juniors. En su primer año se hizo cargo de la octava división, donde no llegó a competir oficialmente por la suspensión de todos los campeonatos juveniles debido a la pandemia de COVID-19.
Fue promovido a entrenador de la sexta división para el año 2021, acompañado por Daniel Cata Díaz como ayudante de campo. El equipo de la dupla se consagraría campeón invicto de su respectiva categoría luego de vencer 2-0 a Argentinos Juniors en la final. Al año siguiente realizaría otra buena campaña, finalizando en la tercera posición. Durante este periodo de tiempo, Boca Juniors también participó del torneo internacional amistoso "Copa Evo", en el cual derrotó a su clásico rival River Plate en el partido por el trofeo.
A principios de 2023, Donnet abandonó el cargo alegando motivos personales, retornando a su Esperanza natal.

## Estadísticas

### Clubes
Actualizado al último partido jugado el 23 de junio de 2024.
| C. A. Unión Argentina | 1.ª                 | 1998-99             | 5         | 1         | —         | —         | —         | —         | 5         | 1         | 0,20      |
| C. A. Unión Argentina | 1.ª                 | 1999-00             | 10        | 2         | —         | —         | —         | —         | 10        | 2         | 0,20      |
| C. A. Unión Argentina | 1.ª                 | 2000-01             | 37        | 9         | —         | —         | —         | —         | 37        | 8         | 0,22      |
| C. A. Unión Argentina | 1.ª                 | 2001                | 5         | 1         | —         | —         | —         | —         | 5         | 1         | 0,20      |
| C. A. Unión Argentina | Total 1.ª etapa     | Total 1.ª etapa     | 57        | 12        | 0         | 0         | 0         | 0         | 57        | 12        | 0,21      |
| A. C. Venezia 1907 · Italia | 1.ª                 | 2001-02             | 2         | 0         | —         | —         | —         | —         | 2         | 0         | 0,00      |
| A. C. Venezia 1907 · Italia | Total club          | Total club          | 2         | 0         | 0         | 0         | 0         | 0         | 2         | 0         | 0,00      |
| Boca Juniors Argentina | 1.ª                 |                     |           |           |           |           |           |           |           |           |           |
| Boca Juniors Argentina | 1.ª                 | 2002-03             | 21        | 3         | —         | —         | 11        | 1         | 32        | 4         | 0,13      |
| Boca Juniors Argentina | 1.ª                 | 2003-04             | 25        | 6         | —         | —         | 7         | 2         | 32        | 8         | 0,25      |
| Boca Juniors Argentina | 1.ª                 | 2004-05             | 18        | 0         | —         | —         | 6         | 0         | 24        | 0         | 0,00      |
| Boca Juniors Argentina | 1.ª                 | 2005-06             | 0         | 0         | —         | —         | —         | —         | 0         | 0         | 0,00      |
| Boca Juniors Argentina | Total club          | Total club          | 64        | 9         | 0         | 0         | 24        | 3         | 88        | 12        | 0,14      |
| D. C. United Estados Unidos | 1.ª                 | 2006                | 10        | 1         | —         | —         | —         | —         | 10        | 1         | 0,10      |
| D. C. United Estados Unidos | Total club          | Total club          | 10        | 1         | 0         | 0         | 0         | 0         | 10        | 1         | 0,10      |
| C. A. Belgrano Argentina | 1.ª                 | 2007                | 14        | 2         | —         | —         | —         | —         | 14        | 2         | 0,14      |
| C. A. Belgrano Argentina | Total club          | Total club          | 14        | 2         | 0         | 0         | 0         | 0         | 14        | 2         | 0,14      |
| Newell's Old Boys Argentina | 1.ª                 | 2007-08             | 23        | 2         | —         | —         | —         | —         | 23        | 2         | 0,09      |
| Newell's Old Boys Argentina | 1.ª                 | 2008-09             | 4         | 0         | —         | —         | —         | —         | 4         | 0         | 0,00      |
| Newell's Old Boys Argentina | Total club          | Total club          | 27        | 2         | 0         | 0         | 0         | 0         | 27        | 2         | 0,07      |
| C. A. Unión Argentina | 2.ª                 | 2009-10             | 32        | 9         | —         | —         | —         | —         | 32        | 9         | 0,28      |
| C. A. Unión Argentina | Total 2.ª etapa     | Total 2.ª etapa     | 32        | 9         | 0         | 0         | 0         | 0         | 32        | 9         | 0,28      |
| Club Olimpia Paraguay | 1.ª                 | A-2011              | 12        | 2         | —         | —         | —         | —         | 12        | 2         | 0,17      |
| Club Olimpia Paraguay | 1.ª                 | C-2011              | 1         | 0         | —         | —         | —         | —         | 1         | 0         | 0,00      |
| Club Olimpia Paraguay | Total club          | Total club          | 13        | 2         | 0         | 0         | 0         | 0         | 13        | 2         | 0,15      |
| C. A. Unión Argentina | 1.ª                 | 2012                | 18        | 2         | —         | —         | —         | —         | 18        | 2         | 0,11      |
| C. A. Unión Argentina | 1.ª                 | 2012-13             | 20        | 1         | —         | —         | —         | —         | 20        | 1         | 0,05      |
| C. A. Unión Argentina | Total 3.ª etapa     | Total 3.ª etapa     | 38        | 3         | 0         | 0         | 0         | 0         | 38        | 3         | 0,08      |
| C. A. Unión Argentina | Total club          | Total club          | 127       | 24        | 0         | 0         | 0         | 0         | 127       | 24        | 0,19      |
| Antigua G. F. C. · Guatemala | 1.ª                 | A-2014              | 5         | 0         | —         | —         | —         | —         | 5         | 0         | 0,00      |
| Antigua G. F. C. · Guatemala | 1.ª                 | C-2015              | 20        | 2         | —         | —         | —         | —         | 20        | 2         | 0,10      |
| Antigua G. F. C. · Guatemala | Total club          | Total club          | 25        | 2         | 0         | 0         | 0         | 0         | 25        | 2         | 0,08      |
| A. D. Juventud de Esperanza Argentina | 5.ª                 | 2016                | Sin datos | Sin datos | Sin datos | Sin datos | Sin datos | Sin datos | Sin datos | Sin datos | Sin datos |
| A. D. Juventud de Esperanza Argentina | 5.ª                 | 2017                | Sin datos | Sin datos | Sin datos | Sin datos | Sin datos | Sin datos | Sin datos | Sin datos | Sin datos |
| A. D. Juventud de Esperanza Argentina | 5.ª                 | 2019                | Sin datos | Sin datos | Sin datos | Sin datos | Sin datos | Sin datos | Sin datos | Sin datos | Sin datos |
| A. D. Juventud de Esperanza Argentina | 5.ª                 | 2024                | Sin datos | Sin datos | Sin datos | Sin datos | Sin datos | Sin datos | Sin datos | Sin datos | Sin datos |
| A. D. Juventud de Esperanza Argentina | Total club          | Total club          | Sin datos | Sin datos | Sin datos | Sin datos | Sin datos | Sin datos | Sin datos | Sin datos | Sin datos |
| Total en su carrera | Total en su carrera | Total en su carrera | 282       | 42        | 0         | 0         | 26        | 3         | 306       | 45        | 0,15      |
| (1) Incluye datos de Copa Libertadores (2003, 2004, 2005); Copa Sudamericana (2002, 2004); Copa Intercontinental (2003). (2) No incluye partidos amistosos. |                     |                     |           |           |           |           |           |           |           |           |           |

## Palmarés

### Campeonatos regionales
| Título                     | Equipo                | Provincia | Año  |
| -------------------------- | --------------------- | --------- | ---- |
| Liga Esperancina de Fútbol | Juventud de Esperanza | Santa Fe  | 2017 |

### Campeonatos nacionales
| Título                 | Equipo       | País           | Año    |
| ---------------------- | ------------ | -------------- | ------ |
| Primera División       | Boca Juniors | Argentina      | A-2003 |
| Primera División       | Olimpia      | Paraguay       | C-2011 |
| MLS Supporters' Shield | D. C. United | Estados Unidos | 2006   |

### Copas internacionales
| Título                       | Equipo       | Sede         | Año  |
| ---------------------------- | ------------ | ------------ | ---- |
| Copa Libertadores de América | Boca Juniors | São Paulo    | 2003 |
| Copa Intercontinental        | Boca Juniors | Yokohama     | 2003 |
| Copa Sudamericana            | Boca Juniors | Buenos Aires | 2004 |

### Distinciones individuales
| Distinción                                | Año  |
| ----------------------------------------- | ---- |
| Mejor jugador de la Copa Intercontinental | 2003 |